# Omphale carlylei
Omphale carlylei är en stekelart som först beskrevs av Girault 1917.  Omphale carlylei ingår i släktet Omphale och familjen finglanssteklar. Inga underarter finns listade i Catalogue of Life.